# ريك كلوسن
ريك كلوسن (بالإنجليزية: Rick Clausen)‏ هو لاعب كرة قدم أمريكية أمريكي، ولد في 29 يونيو 1982 في ثاوزند أوكس في الولايات المتحدة.